# Pierre Choderlos de Laclos
Pierre Ambroise François Choderlos de Laclos (Amiens, 18 oktober 1741 – Tarente, 5 september 1803) was een Franse legergeneraal. Hij is beroemd om zijn briefroman Les Liaisons dangereuses, een klassiek meesterwerk dat verhaalt over verleiding, wraak en menselijke meedogenloosheid. De auteur had echter de bedoeling om met deze roman zijn tijdgenoten een spiegel voor te houden van de corruptheid en morele gedegenereerdheid van het ancien régime. Het boek is meermaals verfilmd, waarvan Dangerous Liaisons, de versie van Stephen Frears uit 1988, het bekendste is. In 1989 bracht Miloš Forman de film Valmont uit, een eveneens op de briefroman van Choderlos de Laclos gebaseerde film.

## Nederlandse vertalingen
In 2017 verscheen een nieuwe Nederlandse vertaling: Riskante relaties. Vertaald door Martin de Haan. Uitgeverij De Arbeiderspers, Amsterdam, 2017. Deze werd bekroond met de Filter-vertaalprijs 2018.
Eerdere vertalingen:
- 1954 Gevaarlijk spel met de liefde. Vertaald door Adriaan Morriën
- 1966 Gevaarlijke liefde. Vertaald door Renée de Jong Belinfante
- 1972 Gevaarlijke hartstochten. Vertaald door Frans van Oldenburg Ermke

- Bibsys: 90075150
- Biblioteca Nacional de Chile: 000172213
- Biblioteca Nacional de España: XX945950
- Bibliothèque nationale de France: cb11896727z (data)
- Catàleg d'autoritats de noms i títols de Catalunya: 981058517174906706
- CiNii: DA00822779
- Gemeinsame Normdatei: 118568604
- International Standard Name Identifier: 0000 0001 2025 0670
- Library of Congress Control Number: n80049565
- Nationale Bibliotheek van Letland: 000028460
- MusicBrainz: 44eee1f9-534e-4b64-abba-3dbe4ba88674
- Bibliotheek van het Japanse parlement: 00446627
- Nationale Bibliotheek van Tsjechië: jn19992000130
- Nationale bibliotheek van Australië: 35287463
- Nationale Bibliotheek van Israël: 987007264287505171
- Nationale Bibliotheek van Polen: a0000002901672
- Nationale en Universitaire bibliotheek Zagreb: 000057311
- Nederlandse Thesaurus van Auteursnamen: 068807619
- Réseau des bibliothèques de Suisse occidentale: 02-A000035697
- Istituto Centrale per il Catalogo Unico: CFIV051790
- LIBRIS: 45921
- SNAC: w6rr210d
- Système universitaire de documentation: 026787393
- Trove: 898390
- Virtual International Authority File: 46758913
- WorldCat: E39PBJtMkDPRdtrBvRP6Yx94bd